# ستيفين الأول ملك المجر
القديس ستيفين الأول (بالمجرية: Szent István I király؛ وباللاتينية: Sanctus Stephanus I Hungariae) ولد بمدينة إستيرغوم بإمارة المجر عام 967 أو 969 أو 975 وتوفي في 15 من أغسطس 1038م بمدينة استيرجوم أو سيكشفهيرفار (بالمجرية: Székesfehérvár) بمملكة المجر)، واسمه الحقيقي فايك، هو أمير المجر العظيم (997م–1000م) وأول ملك للمجر (1000-1038). وقام بفرض السيطرة المجرية بشدة على حوض الكارباثيان خلال ولايته، وعمل على نشر الديانة المسيحية بشكل كبير في القارة الأوروبية، كما يُعد بوجه عام مؤسس الإمبراطورية المجرية. وقام البابا غريغوري السابع بإعلان قداسة ستيفن وولده، القديس إميريك أمير المجر وغريرادو ساغريدو في 20 من أغسطس 1083م. وعلى الرغم من معمودية والديه، إلا أن ستيفن كان أول فرد في عائلته يُصبح مسيحيًا متدينًا. تزوج جيزيلا من بافاريا، سليلة السلالة الأوتونية.
أسس ستيفن على الأقل ستة أسقفياة وثلاثة أديرة بندكتية؛ وهكذا تطورت الكنيسة في المجر بشكل مستقل عن سلطة أساقفة الإمبراطورية الرومانية المقدسة. شجع انتشار المسيحية مع فرض عقوبات شديدة لمن يتجاهل العادات المسيحية. كان نظام إدارته المحلية يعتمد على المقاطعات التي نُظمت حول القلاع وكان يديرها المسؤولون الملكيون. أصبحت المجر، والتي كانت تتمتع بسلام دائم خلال فترة حكمه، طريقًا مفضلاً للحجاج والتجار المسافرين بين أوروبا الغربية والأراضي المقدسة أو القسطنطينية.
لقد نجا جميع أولاده، توفي في 15 أغسطس من عام 1038 ودفن في بازيليكا سيكشفهيرفار، التي بنيت في سيكشفهيرفار وكُرست للعذراء المقدسة. تسبب موته في حروب أهلية استمرت لعقود. تم تطويبه من قِبل البابا غريغوري السابع، بالإضافة إلى ابنه إيمريك، والأسقف جيرارد، في عام 1083. وأصبح ستيفن أحد أشهر القديسين المسيحيين الشعبيين في المجر والدول الأوروبية المجاورة. كما أن يوم 20 أغسطس، الذي يمثل يوم العيد حتى عام 1687م، يتم الاحتفال به باعتباره عُطلة رسمية عامة في المجر احتفالاً بذكرى تأسيس الدولة.

## حكمه
أصبح صهر ستيفن، هنري الثاني، ملكًا لألمانيا في عام 1002 وفي منصب الإمبراطور الروماني المقدس في عام 1013. وضمنت علاقتهم الودية أن الحدود الغربية لهنغاريا شهدت فترة من السلام في العقود الأولى من القرن الحادي عشر. وأنشأ ستيفن نظاماً إدارياً قائماً على الأراضي، وقام بإنشاء المقاطعات. وكانت كل مقاطعة، تخضع إلى رئاسة مسؤول ملكي يُعرف باسم «الكونت»، وهي وحدة إدارية منظمة حول قلعة ملكية. وكانت معظم القلاع أعمالًا ترابية في هذه الفترة، لكن القلاع في إزترجوم وسزكسهيرفار وفزبرم بنيت من الحجر. وأصبحت الحصون التي تخدم كمراكز في المقاطعة نواة منظمة الكنيسة. وكانت المستوطنات النامية من حولهم، حيث كانت الأسواق تعقد كل يوم أحد، مراكز اقتصادية محلية مهمة.
كان تحويل المجر إلى دولة مسيحية أحد اهتمامات ستيفن الرئيسية طوال فترة حكمه. على الرغم من أن تحول المجريين قد بدأ بالفعل في عهد والده، إلا أن ستيفن الأول عمل على فرض التحول إلى المسيحية بين رعاياه، وأصدر قوانين تحرم الممارسات الوثنية، وكانت قوانينه مرتبطة بالمسيحية، فأمر المواطنين بالذهاب للكنيسة يوم الأحد والالتزام بالصوم، ونتج عن عدم الالتزام بتلك القوانين مواجهة عقوبات. كان نشاطه التشريعي مرتبطًا ارتباطًا وثيقًا بالمسيحية. على سبيل المثال، يتضمن كتابه الأول للقوانين من السنوات الأولى من حكمه عدة أحكام تنص على الاحتفال بأيام العيد والاعتراف قبل الموت. ووضع قوانين أخرى تحمي حقوق الملكية، وحقوق ومصالح الأرامل والأيتام، وتنظم وتحسن وضع الأقنان.
أثر قراره بافتتاح طريق الحج في عام 1018 أو عام 1019، على العالم المسيحي حيث ربط الطريق الجديد بين أوروبا الغربية والأراضي المقدسة عبر المجر. والتقى ستيفن في كثير من الأحيان بالحجاج، مما ساهم في انتشار شهرته في جميع أنحاء أوروبا. وكتب الراهب أوديلو من كلوني، على سبيل المثال، في رسالة إلى ستيفن أن «أولئك الذين عادوا من ضريح ربنا» يشهدون على شغف الملك «تجاه شرف ديننا الإلهي». وأسس ستيفن أيضًا أربعة بيوت مخصصة للحجاج في القسطنطينية والقدس ورافينا وروما. وأقنع ستيفن بعض الحجاج والتجار بالاستقرار في المجر. خلال حكمه شارك الأساقفة في كل من التشريع والإدارة العامة والوظائف القضائية، وتم تمويل هذه الأنشطة عن طريق العشور. وأضحت المجر من معاقل العالم المسيحي وأنتشر الطلاب المجريين ممن أصبحوا نخبة كنسيَّة في مراكز التعليم العالي الموجودة في أوروبا المسيحية القرطوسيَّة، منها جامعة بولونيا وأكسفورد وبادوفا وباريس.

## إرثه

### مؤسس المجر
لطالما اعتبر ستيفين الأول أحد أهم رجال الدولة في تاريخ المجر. كان انجازه الرئيسي هو إقامة دولة مسيحية كفلت بقاء المجريين في حوض الكاربات، على عكس الهون والأفار والشعوب الأخرى التي كانت تسيطر في السابق على نفس المنطقة. كما يؤكد براين كارتليدج، أعطى ستيفين أيضًا مملكته «أربعين عاماً من السلام النسبي والحكم السليم ولكن غير المنضبط».
تقليديًا أسس ستيفين الأول أول عشرة أبرشيات رومانية كاثوليكية في البلاد. ومنها أسقفية إسترغوم، وكالوكسا، وفيسبريم، وجيور، وإيغر، وبيكس وساناد والتي أنشأت قبل نهاية حكمه. أصبح رئيس أساقفة إسترغوم أعلى سلطة داخل الكنيسة الكاثوليكية المحلية وبنى ستيفين الأول أديرة تابعة للرهبنة البندكتية في بيسفاراد، وزالافار، باكونيبيل وزوبور فضلاً عن دير للراهبات في واد فيسبريم. هذه الاديرة الجديدة حافظت على الحرف التقليدية والمهارات الفنية وحافظت أيضًا على الثقافة الفكرية والمخطوطات القديمة داخل مدارسها ومكتباتها. فضلًا عن توفير حياة روحية لرهبانها، كانت الاديرة أيضًا مركز إنتاج زراعي واقتصادي، لا سيما في المناطق النائية، وأصبحت الأديرة إحدى القنوات الرئيسية للحضارة.
كان خلفاؤه، بمن فيهم أولئك المنحدرين من فازول، حريصين على التأكيد على إخلاصهم لإنجازات ستيفين. على الرغم من أن نجل فازول، أندرو الأول ملك المجر، حصل على العرش بسبب انتفاضة وثنية، إلا أنه حظرَّ الطقوس الوثنية وأعلن أن رعاياه يجب أن «يعيشوا في كل شيء وفقًا للقانون الذي علمهم منه الملك القديس ستيفين»، وفقًا لقانون وقائع القرن الرابع عشر المضيئة. في المجر القرطوسيَّة، غالبًا ما أعلنت المجتمعات التي كانت تطالب بوضع متميز أو حاولت الحفاظ على «حرياتها» أن أصل وضعهم الخاص كان يعزى إلى الملك القديس ستيفين.

## وصلات خارجية
- Stephen I, the First Christian Hungarian King (CryingVoice.com)
- His picture on the Hungarian 10,000 forint banknote
- a BBC report on Saint Stephen's day celebrations in Hungary
- Procession of the Holy Right Hand of St. Stephen on Videoactive نسخة محفوظة 6 يناير 2013 at Archive.is
- "St. Stephen (2)". الموسوعة الكاثوليكية. نيويورك: شركة روبرت أبيلتون. 1913.